# Terje Håkonsen
Terje Håkonsen (Vinje, 11 ottobre 1974) è uno snowboarder norvegese.
Considerato come uno dei più influenti e importanti rider della scena mondiale, nella sua carriera è stato protagonista sia nel freestyle che nel freeride, contribuendo tantissimo al progresso e alla diffusione dello snowboard

## Biografia
Håkonsen cresce praticando calcio, sci alpino e sci nordico, ma nel 1998 a 14 anni scopre l'amore per lo snowoboard che lo porterà, a soli 15 anni, ad entrare nel Team Burton, sponsor assieme al quale svilupperà molti anni dopo l'"Alumafly", attraverso cui vengono oggi costruite le moderne tavole specifiche per il freeride.
Nel 1990 ottiene la sponsorizzazione di Oakley e nel 1992 quella di Volcom.
Negli anni '90 domina completamente la scena del freestyle internazionale vincendo, nell'halfpipe, i campionati mondiali ISF nel 1993, 1995 e nel 1997, i campionati europei 1991, 1992, 1993, 1994 e 1997, oltre a tre US Open Halfpipe Finals (1992, 1993 e 1995) e sette Mt. Baker Banked Slalom seven (1995, 1996, 1998, 2000, 2003, 2004 e 2012). In questi anni ha anche dato il nome ad una nuova manovra invert: il "The Haakon Flip".
Nel 1996 pubblica il lungometraggio Subject Haakonsen.
Nel 1998 lo snowboard debutta ai Giochi olimpici invernali di Nagano, ma Håkonsen le boicotta, insieme ad altri atleti, per il disaccordo sull'ingerenza della FIS nel mondo dello snowboard. 
Nel 1999 Terje Håkonsen fondò, insieme con Daniel Franck, l'Arctic Challenge, che si tiene annualmente in Norvegia, e durante il quale nel 2007, eseguendo un backside 360 su un quarterpipe, ha stabilito un record raggiungendo i 9,8 metri di altezza.

## Palmarès

### Campionati mondiali ISF
- Oro nell'halfpipe: 1993, 1995, 1997.

### Campionati europei
- Oro nell'halfpipe: 1991, 1992, 1993, 1994, 1997.

### US Open
- Oro nell'halfpipe: 1992, 1993, 1995.

### Mt. Baker Banked Slalom
- Oro: 1995, 1996, 1998, 2000, 2003, 2004, 2012.

## Filmografia
- Scream of Consciousness (1991)
- Pocahontas, Riders On The Storm (1992)
- Upping The Ante, TB3, The Garden (1994)
- The Meltdown Project, TB4 (1995)
- Subjekt Haakonsen, Stomping Grounds (1996)
- Simple Pleasures, TB6 (1997)
- The Haakonsen Factor, TB8 (1999)
- White Balance (2003)
- Community Project (2005)
- First Descent, Escramble (2006)
- Thank's in Advance (2007)
- It's Always Snowing Somewhere (2008)